# Fantasipanelen
Fantasipanelen är ett poddradioprogram startad av David Sundin i mars 2014. Veckans (påhittade) ämnen summeras av programledaren David Sundin tillsammans med en panel med gäster bestående av framförallt komiker.

## Gäster
| 1  | 14 mars 2014      | Kalle Zackari Wahlström, Johanna Wagrell, Marcus Johansson |
| 2  | 21 mars 2014      | Johanna Wagrell, Johan Hurtig, Martin Soneby               |
| 3  | 28 mars 2014      | Christian Åkesson, Jens Sjögren, Isabelle Berglund         |
| 4  | 4 april 2014      | Kristoffer Triumf, Elina Du Rietz, Isak Jansson            |
| 5  | 11 april 2014     | Petter Bristav, Anna Sahlin, Hans Ingemansson              |
| 6  | 18 april 2014     | Brita Zackari, Nisse Hallberg, Elinor Svensson             |
| 7  | 25 april 2014     | Hannes Dükler, Simon Gärdenfors, Åsa Avdic                 |
| 8  | 2 maj 2014        | Adrian Boberg, Bianca Meyer, Felicia Tomala                |
| 9  | 9 maj 2014        | Fredrik Andersson, Pelle Helgesson, Julia Messelt          |
| 10 | 14 maj 2014       | Aron Flam, Sara Young, Jörgen Lötgård                      |
| 11 | 22 maj 2014       | David Druid, Felicia Jackson, Fritte Fritzson              |
| 12 | 6 juni 2014       | Parisa Amiri, Hanna Persson, Daniel Emilson                |
| 13 | 19 juni 2014      | Lisa Eriksson, Tove Norström, Soran Ismail                 |
| 14 | 26 juni 2014      | Martin Soneby, Fritte Fritzson, Johanna Wagrell            |
| 15 | 3 september 2014  | Petrina Karlsson, Kringlan Svensson, Johanna Wagrell       |
| 16 | 25 september 2014 | Marja Nyberg, Adrian Boberg, Martin Soneby                 |
| 17 | 2 oktober 2014    | Tobbe Ström, Pontus Ströbaek, Petter Bristav               |